# Crêt du Poulet
Le crêt du Poulet est un sommet de la chaîne de Belledonne culminant à 1 726 m d'altitude, sur le balcon ouest dominant le Grésivaudan, situé sur la commune de Saint-Pierre d'Allevard en Isère.

## Accès
L'accès en randonnée se fait en 2 heures directement par le foyer de ski de fond du Barioz (1 450 m) ou par le chemin des crêtes depuis Montouvrard au nord.
Le chemin des crêtes se poursuit au sud en direction du crêt Luisard.

## Zone naturelle protégée
Le crêt du Poulet fait partie de la zone protégée des tourbières des Sept-Laux et du Crêt Luisard.

Tourbières et alpages du Crêt du Poulet.